# Kvarngölen (Tvings socken, Blekinge, 624736-147199)
Kvarngölen är en sjö i Karlskrona kommun i Blekinge och ingår i Nättrabyån-Ronnebyåns kustområde. Sjön är 3,5 meter djup, har en yta på 0,0674 kvadratkilometer och är belägen 73,9 meter över havet. Sjön avvattnas av vattendraget Listerbyån.

## Delavrinningsområde
Kvarngölen ingår i det delavrinningsområde (625002-147129) som SMHI kallar för Inloppet i Hallsjön. Medelhöjden är 105 meter över havet och ytan är 18,65 kvadratkilometer. Räknas de 2 avrinningsområdena uppströms in blir den ackumulerade arean 42,71 kvadratkilometer. Avrinningsområdets utflöde Listerbyån mynnar i havet. Avrinningsområdet består mestadels av skog (85 procent). Avrinningsområdet har 0,49 kvadratkilometer vattenytor vilket ger det en sjöprocent på 2,6 procent.